# Нелінійні медіа
Нелінійні медіа — це форма медіа, з якими користувач може інтерактивно взаємодіяти, наприклад, обирати телевізійні шоу, щоб переглядати відео на вимогу (VOD), грати у відеоігри, користуватися вебсайтами або взаємодіяти з іншими користувачами через соціальні медіа. Нелінійні медіа — це відхід від традиційних лінійних медіа, в яких контент і порядок його подання обирається виробником. Немає єдиної специфічної форми нелінійного медіа, оскільки нелінійні медіа змінюються із розвитком технологій.

## Телебачення
Модель традиційного лінійного телевізійного програмування — це графік показу, який обирає телекомпанія і тільки компанія може змінювати його. У цій моделі глядач не може самостійно перейти вперед по графіку показу або обрати програму, щоб переглянути пізніше, ніж вона стоїть у графіку. І навпаки, нелінійним телебаченням можна вважати будь-який метод або технологію, що дозволяє глядачам вибрати, що і коли вони хочуть дивитись. Можливість перегляду шоу у будь-який час називається телебачення, посунуте у часі; це може бути досягнуто шляхом інтерактивної взаємодії глядачів із пристроєм, таким як PVR для подальшого перегляду, або виробником, який забезпечує свій телевізійний продукт відповідним контентом для зручності перегляду.
Нелінійний контент часто переглядається на пристрої, відмінному від телевізора, наприклад, на персональному комп'ютері, планшеті або смартфоні. Відео на вимогу (VOD) може передаватися по Інтернету за допомогою потокових послуг, таких як Netflix, Hulu або Amazon Video, або він може бути наданий телевізійним провайдером як додатковий параметр на додаток до їх лінійного програмування. Багато виробників контенту зараз пропонують потокову трансляцію програм через власні вебсайти, хоча іноді каталог, який пропонується, буде певною мірою керувати вибором глядачів, наприклад, надаючи лише нещодавно випущені епізоди. Відео також може бути завантажено — законно чи незаконно — через мережу peer-to-peer, таку як BitTorrent, або безпосередньо з відео-хостингу.
Оскільки швидкість Інтернету та кількість альтернативних пристроїв, здатних переглядати медіа, останнім часом збільшились, тож кількість людей, які користуються нелінійними медіа також має збільшитись. Телевізійна мережа CBS сподівається, що до 2020 року 50 % всього телевізійного контенту буде переглядатися нелінійно.

## Музика та радіо
Як і інші форми нелінійних медіа, такі як телебачення, нелінійне радіо дозволяє слухачам вибирати і слухати музичні та ток-шоу за графіком, встановленим самим слухачем. Інтернет-служби потокової трансляції музики, такі як Spotify або Deezer, є нелінійними, оскільки вони дозволяють слухачам створювати списки відтворення з музичної бібліотеки, що пропонуються вебсайтом.
Так само подкасти пропонують можливість завантажувати або транслювати попередньо записані програми, подібні до тих, які традиційно транслюються за радіохвилями. Насправді, деякі традиційні радіостанції дозволяють завантажувати їх програми, після трансляції по радіо через лінійний спосіб.